# Collins (Mississipi)
Collins és una població dels Estats Units a l'estat de Mississipi. Segons el cens del 2000 tenia 2.683 habitants.

## Demografia
Segons el cens del 2000, Collins tenia 2.683 habitants, 904 habitatges, i 611 famílies. La densitat de població era de 136,5 habitants per km².
Dels 904 habitatges en un 31,4% hi vivien nens de menys de 18 anys, en un 34,4% hi vivien parelles casades, en un 28,3% dones solteres, i en un 32,4% no eren unitats familiars. En el 30,1% dels habitatges hi vivien persones soles el 16,3% de les quals corresponia a persones de 65 anys o més que vivien soles. El nombre mitjà de persones vivint en cada habitatge era de 2,64 i el nombre mitjà de persones que vivien en cada família era de 3,27.
Per edats la població es repartia de la següent manera: un 27,3% tenia menys de 18 anys, un 9,9% entre 18 i 24, un 21,8% entre 25 i 44, un 18,4% de 45 a 60 i un 22,6% 65 anys o més.
L'edat mediana era de 37 anys. Per cada 100 dones de 18 o més anys hi havia 87,4 homes.
La renda mediana per habitatge era de 22.661 $ i la renda mediana per família de 23.068 $. Els homes tenien una renda mediana de 23.795 $ mentre que les dones 16.250 $. La renda per capita de la població era d'11.912 $. Entorn del 34,1% de les famílies i el 39,3% de la població estaven per davall del llindar de pobresa.

## Poblacions més properes
El següent diagrama mostra les poblacions més properes.